# Zuid-Amerikaans kampioenschap volleybal voor clubs (vrouwen)

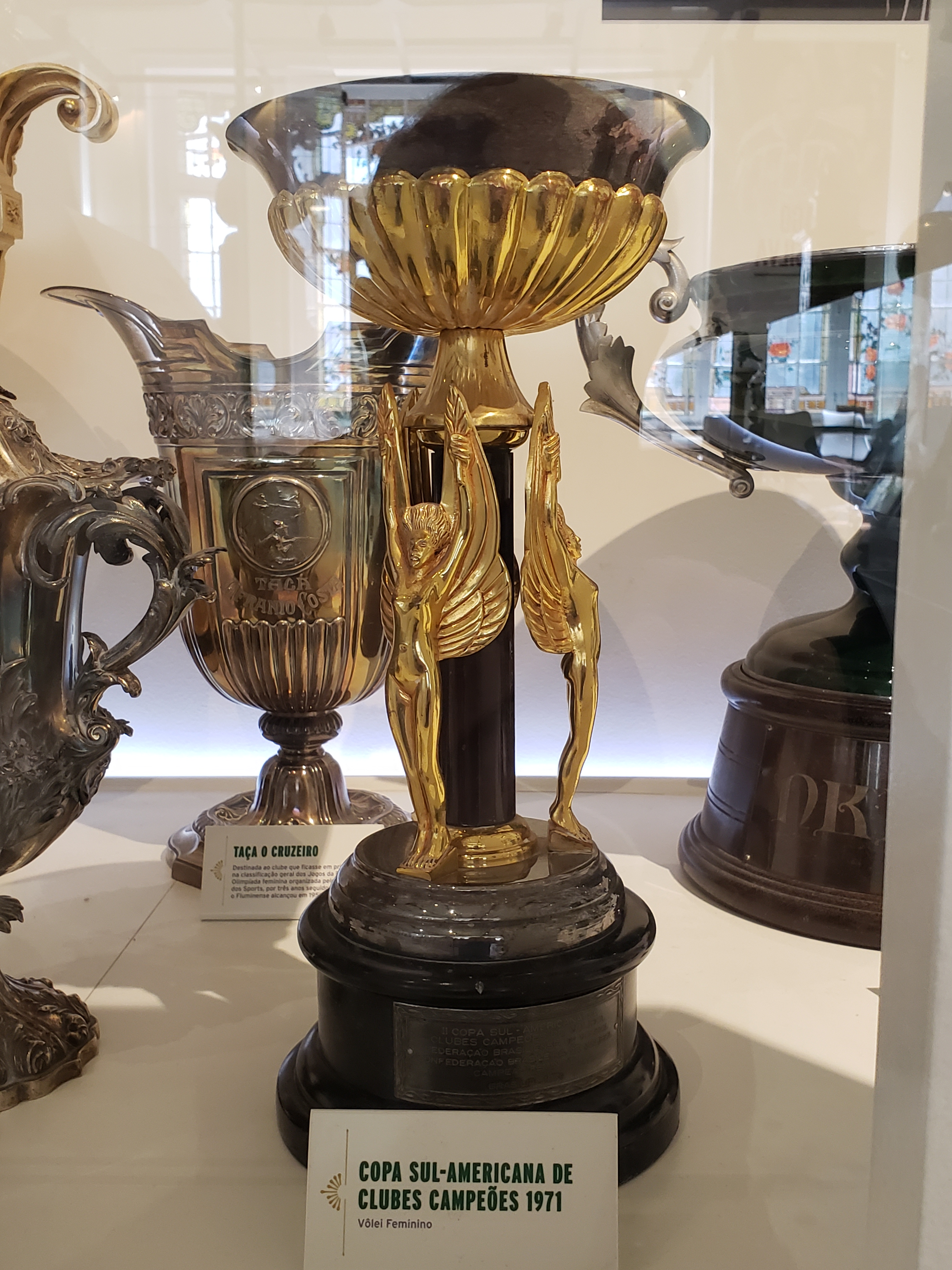
De trofee uit 1971 die door Fluminense gewonnen werd.

Het Zuid-Amerikaans kampioenschap volleybal voor clubs voor vrouwen is het jaarlijkse volleybalkampioenschap voor clubs uit Zuid-Amerika. Het toernooi wordt georganiseerd door de Zuid-Amerikaanse volleybalbond (CSV) en het aantal deelnemende ploegen varieert per editie. De huidige competitie is in 2009 opgezet, maar daarvoor werd er tussen 1970 en 1992 ook al gespeeld om de Zuid-Amerikaanse titel voor clubs. Regerend kampioen is het Braziliaanse Minas TC en recordkampioen is het eveneens Braziliaanse Fluminense FC met zes titels.

## Deelnemers
De deelnemende clubs bestaan in principe uit de landskampioenen van de bij de CSV aangesloten nationale bonden en een ploeg uit de gaststad, maar het aantal daadwerkelijke deelnemers verschilt per editie. Daarnaast hebben Argentinië, Peru en Brazilië – dat het kampioenschap domineert – minstens een keer meerdere clubs voor dezelfde editie geleverd.

## Resultaten

### Winnaars[1]
| Jaar | Plaats             | Goud                   | Zilver                    | Brons                  | Teams |
| ---- | ------------------ | ---------------------- | ------------------------- | ---------------------- | ----- |
| 1970 | Lima               | EC Pinheiros           | Regatas Lima              | GEBA                   | 5     |
| 1971 | Brasilia           | Fluminense FC          | Atlético Capurro          | GEBA                   | 4     |
| 1972 | Curitiba           | Fluminense FC          | GEBA                      | Cerro Porteño          | 3     |
| 1973 | Medellín           | CA Paulistano          | GEBA                      | Club A-Tac             | 3     |
| 1975 | Santiago           | GEBA                   | Olimpia                   | Manuel de Salas        | 3     |
| 1976 | Buenos Aires       | GEBA                   | Minas TC                  | Olimpia                | 6     |
| 1977 | Buenos Aires       | Fluminense FC          | GEBA                      | Regatas Santa Fe       | 6     |
| 1978 | Santiago           | Fluminense FC          | GEBA                      | Buenos Aires           | 7     |
| 1979 | Rio de Janeiro     | Fluminense FC          | CR Flamengo               | GEBA                   | 6     |
| 1980 | Buenos Aires       | Fluminense FC          | Deportivo Bancoper        | CR Flamengo            | 6     |
| 1981 | Sucre              | CR Flamengo            | Fluminense FC             | Ferro Carril           | 4     |
| 1983 | Buenos Aires       | Deportivo Power        | CA Paulistano             | Ferro Carril           | 5     |
| 1984 | Lima               | Deportivo Power        | AA Supergasbrás           | Deportivo Bancoper     | 4     |
| 1985 | Santiago           | ADC Bradesco Atlântica | Deportivo Power           | Ferro Carril           | 6     |
| 1986 | La Paz             | Deportivo Power        | ADC Pirelli               | Mendoza de Regatas     | 6     |
| 1987 | La Paz             | Deportivo Power        | EC Pinheiros              | Ciudad de Buenos Aires | 6     |
| 1988 | Asuncion           | Deportivo Power        | AA Supergasbrás           | Regatas Lima           | 8     |
| 1989 | Santiago           | Sadia EC               | Deportivo Power           | Universidad de Chile   | 7     |
| 1990 | Buenos Aires       | Sadia EC               | AA Supergasbrás           | Deportivo Power        | 9     |
| 1991 | Ribeirão Preto     | Sadia EC               | PAEC                      | Alianza Lima           | 8     |
| 1992 | São Caetano do Sul | São Caetano Voleibol   | Minas TC                  | Deportivo Power        | 7     |
|      |                    |                        |                           |                        |       |
| 2009 | Lima               | Osasco VC              | Rio de Janeiro VC         | Boca Juniors           | 6     |
| 2010 | Lima               | Osasco VC              | Deportivo Géminis         | Banco de la Nación     | 4     |
| 2011 | Osasco             | Osasco VC              | Universidad Católica      | Universitario de Sucre | 4     |
| 2012 | Osasco             | Osasco VC              | Boca Juniors              | Universidad Católica   | 4     |
| 2013 | Lima               | Rio de Janeiro VC      | Universidad César Vallejo | Boston College         | 5     |
| 2014 | Osasco             | SESI-SP                | Osasco VC                 | Boca Juniors           | 8     |
| 2015 | Osasco             | Rio de Janeiro VC      | Osasco VC                 | USMP                   | 8     |
| 2016 | La Plata           | Rio de Janeiro VC      | USMP                      | CA Villa Dora          | 6     |
| 2017 | Uberlândia         | Rio de Janeiro VC      | Praia Clube               | USMP                   | 6     |
| 2018 | Belo Horizonte     | Minas TC               | Rio de Janeiro VC         | Regatas Lima           | 6     |
| 2019 | Belo Horizonte     | Minas TC               | Praia Clube               | San Lorenzo            | 5     |
| 2020 | Uberlândia         | Minas TC               | Praia Clube               | San Lorenzo            | 5     |
| 2021 | Brasilia           | Praia Clube            | Minas TC                  | Brasília Vôlei         | 5     |
| 2022 | Uberlândia         | Minas TC               | Praia Clube               | Vôlei Bauru            | 7     |
| 2023 | Uberlândia         | Praia Clube            | Minas TC                  | Vôlei Bauru            | 7     |
| 2024 | Bauru              | Minas TC               | Praia Clube               | Vôlei Bauru            | 6     |

### Medailles per club
| Club                   | Goud | Zilver | Brons |
| ---------------------- | ---- | ------ | ----- |
| Fluminense FC          | 6    | 1      | 0     |
| Minas TC               | 5    | 4      | 0     |
| Deportivo Power        | 5    | 2      | 2     |
| Osasco VC              | 4    | 2      | 0     |
| Rio de Janeiro VC      | 4    | 2      | 0     |
| Sadia EC               | 3    | 0      | 0     |
| Praia Clube            | 2    | 5      | 0     |
| GEBA                   | 2    | 4      | 3     |
| CR Flamengo            | 1    | 1      | 1     |
| CA Paulistano          | 1    | 1      | 0     |
| EC Pinheiros           | 1    | 1      | 0     |
| ADC Bradesco Atlântica | 1    | 0      | 0     |
| São Caetano Voleibol   | 1    | 0      | 0     |
| SESI-SP                | 1    | 0      | 0     |
| AA Supergasbrás        | 0    | 3      | 0     |
| Boca Juniors           | 0    | 1      | 2     |
| Regatas Lima           | 0    | 1      | 2     |
| USMP                   | 0    | 1      | 2     |
| Deportivo Bancoper     | 0    | 1      | 1     |
| Olimpia                | 0    | 1      | 1     |
| Universidad Católica   | 0    | 1      | 1     |

| Club                      | Goud | Zilver | Brons |
| ------------------------- | ---- | ------ | ----- |
| ADC Pirelli               | 0    | 1      | 0     |
| Atlético Capurro          | 0    | 1      | 0     |
| Deportivo Géminis         | 0    | 1      | 0     |
| PAEC                      | 0    | 1      | 0     |
| Universidad César Vallejo | 0    | 1      | 0     |
| Ferro Carril              | 0    | 0      | 3     |
| Vôlei Bauru               | 0    | 0      | 3     |
| San Lorenzo               | 0    | 0      | 2     |
| Alianza Lima              | 0    | 0      | 1     |
| A-Tac                     | 0    | 0      | 1     |
| Banco de la Nación        | 0    | 0      | 1     |
| Boston College            | 0    | 0      | 1     |
| Brasília Vôlei            | 0    | 0      | 1     |
| Buenos Aires              | 0    | 0      | 1     |
| Cerro Porteño             | 0    | 0      | 1     |
| Ciudad de Buenos Aires    | 0    | 0      | 1     |
| Manuel de Salas           | 0    | 0      | 1     |
| Mendoza de Regatas        | 0    | 0      | 1     |
| Regatas Sante Fe          | 0    | 0      | 1     |
| Universidad Católica      | 0    | 0      | 1     |
| Universitario de Sucre    | 0    | 0      | 1     |
| Villa Dora                | 0    | 0      | 1     |

### Titels per land
| Rang   | Land       | Goud | Zilver | Brons | Totaal |
| 1      | Brazilië   | 30   | 22     | 5     | 57     |
| 2      | Peru       | 5    | 7      | 8     | 20     |
| 3      | Argentinië | 2    | 5      | 16    | 23     |
| 4      | Chili      | 0    | 1      | 3     | 4      |
| 5      | Paraguay   | 0    | 1      | 2     | 3      |
| 6      | Uruguay    | 0    | 1      | 0     | 1      |
| 7      | Bolivia    | 0    | 0      | 2     | 2      |
| 8      | Colombia   | 0    | 0      | 1     | 1      |
| Totaal | Totaal     | 37   | 37     | 37    | 111    |